# Starique minuscule
Aethia pusilla
Espèce
Statut de conservation UICN

 LC  : Préoccupation mineure
La Starique minuscule (Aethia pusilla) ou alque minuscule, est une espèce d'oiseaux marins de la famille des alcidés.
Cet oiseau peuple l'arc des Aléoutiennes.